# 奈良県立川上高等学校川上分校
奈良県立川上高等学校川上分校（ならけんりつ かわかみこうとうがっこう かわかみぶんこう）は、かつて奈良県吉野郡川上村にあった県立高等学校。

## 概要
川上高等学校の分校として設置され、女子のみの家庭科を置いていた。入学者数60人（1948年度から1952年度までそれぞれ16、13、10、9、12）で卒業生数は5人（1952年で4、1953年で1）でいずれも延べ人数。入学者数に対し、卒業生数が極端に少ないのは、中途退学および他校に転入学した人も多かったからである。

## 沿革
- 1948年12月1日- 奈良県立川上高等学校北和田分校として開校[2]。川上村立川上第三中学校[3]に併設される[1]。
- 1950年6月6日 - 奈良県立川上高等学校川上分校と名称変更[1]。
- 1952年 - 生徒の受け入れ最終とする[1]。
- 1954年3月31日-廃校[2]。

## 設置学科
- 家庭科定時制課程[1]